# Friedrich Wilhelm Möller (Komponist)
Friedrich Wilhelm Möller (* 11. November 1911 in Gelsenkirchen; † 8. Oktober 1993 in Segur de Calafell) war ein deutscher Musiker und Komponist.

## Leben
Friedrich Wilhelm Möllers Eltern Wilhelm Möller und Anna, geb. Wehling, entdeckten früh die außerordentliche Musikalität ihres Sohnes und förderten ihn, wo immer es möglich war. Noch vor und während der Grundschulzeit lernte er Violine und Zither, später auch Gitarre, Trompete und Xylophon. Nach dem Abitur 1929 studierte er bei Schepeler, einem Professor an der Folkwang-Hochschule für Musik in Essen, heute Folkwang Universität der Künste.
Bis 1939 wirkte Friedrich Wilhelm Möller als Musiker und Bandleader in verschiedenen Unterhaltungsorchestern. 1937 heiratete er Else Ortwein, im selben Jahr wurde ihr Sohn, vier Jahre später ihre Tochter geboren. Während des Zweiten Weltkrieges diente Friedrich Wilhelm Möller im Marine-Musikkorps in Wilhelmshaven und wurde zur Frontbetreuung in Holland und Frankreich eingesetzt. Nach der Entlassung zog er nach Obernkirchen in der Nähe von Hannover, wohin seine Frau mit den beiden Kindern sowie seine Eltern während des letzten Kriegsjahres evakuiert worden waren. 1948 trennten sich Friedrich Wilhelm und Else Möller. Sie ging mit den Kindern zurück in ihre Heimatstadt Gelsenkirchen.
Mit verschiedenen Bands – u. a. „Hans Hermann“ – zog Möller musizierend durch das gesamte englische Militärgebiet. Nach der Währungsreform versuchte er sich zusätzlich als Gastwirt der „Liedschänke“ in Obernkirchen. Ein wichtiger Grund, in der kleinen Stadt zu bleiben, war aber seine fünf Jahre jüngere Schwester Edith Möller, die mit Erna Pielsticker 1947 aus Hessisch Oldendorf nach Obernkirchen gezogen war. Beide Frauen kümmerten sich dort beruflich um die vielen Flüchtlingskinder in Stadt und Umland. Musik war stets dabei, so dass mit den neuen, von Friedrich Wilhelm Möller auf Texte seiner Schwester komponierten Liedern 1948 der Obernkirchener Kinderchor entstand, anfangs auch Obernkirchener Stadtmusikanten genannt. Friedrich Wilhelm Möller vertonte für den Chor zahlreiche Märchen, was diesem 1949 den Namen Schaumburger Märchensänger eintrug.
Die britische Militärregierung war um Ausgleich, Normalität und Partnerschaft zwischen England und Deutschland bemüht. Von der Vitalität, Natürlichkeit und Musikalität des jungen, noch unbekannten Obernkirchener Kinderchores überzeugt, verschaffte sie dem Chor gezielt Auftritte. Der Besuch des Ipswicher Mädchenchors, der im Frühjahr 1950 mit vielen Konzerten das ganze britisch besetzte Norddeutschland bereiste, brachte die Chance, dass die „Schaumburger Märchensänger“ ausgewählt wurden, als eine der ersten deutschen Jugendgruppen für zwei Wochen nach Ipswich (Suffolk) zum englischen Partnerchor zu reisen.
Diese Einladung ging als „Obernkirchener Wunder“ in die Geschichte ein. Im Herbst 1950 fuhren fast 60 Kinder und Jugendliche in Begleitung eines englischen Offiziers in das gedanklich noch „feindliche Ausland“. Ihr Ziel war Ipswich, Konzerte in Felixstowe, Cornhill, London und Cambridge schlossen sich an. Mitgereist waren Friedrich Wilhelm Möller, Komponist vieler Lieder und Gitarrenbegleiter des Chores, und seine Band.
Dieser Erfolg mündete 1953 in einen überraschenden weltweiten Erfolg. Abseits der Festivalbühne des 4. International Eisteddfod Musicfestival in Llangollen (Wales) stimmte der Chor zum eigenen Vergnügen das Lied „Der fröhliche Wanderer (Mein Vater war ein Wandersmann)“ an – als er während einer Wettbewerbspause auf der Wiese lagerte. Das Lied war bis dahin unbekannt, auch nicht im Wettbewerbsprogramm und wurde nun durch Zufall entdeckt. Als Techniker der BBC den Chor auf der Wiese singen hörten, nahmen sie ihn spontan an Ort und Stelle auf. Innerhalb von drei Tagen machte diese Aufnahme das Lied über Rundfunk weltweit bekannt. Das vom Obernkirchen Children’s Choir (englischer Name der Schaumburger Märchensänger) deutsch gesungene Lied von Friedrich Wilhelm Möller wurde bald in der ganzen englischsprachigen Welt beliebt. Der Text stammt von Florenz Friedrich Sigismund (1791–1877), der ihn 1847 veröffentlicht hatte, Edith Möller hat nur wenige Worte und den Schlussrefrain geändert.
Ein Jahr später, nach der ersten Schallplattenaufnahme für Parlophone, stieg dieses Lied (immer noch deutsch gesungen) für 23 Wochen bis auf Platz 2 der UK Single Charts. Mit den Jahren wurde Der Fröhliche Wanderer in über 80 Sprachen übersetzt und erhielt den englischen Titel The Happy Wanderer von Antonia Ridge. Im Jahre 1955 drehte Hans Quest für die Berolina Film GmbH den Kinofilm Der fröhliche Wanderer mit Rudolf Schock, Elma Karlowa, Waltraut Haas, Willy Fritsch und den Schaumburger Märchensängern.
Im Sommer 1954 beendete Friedrich Wilhelm Möller sein musikalisches Wirken. Er verließ mit seiner neuen Partnerin Obernkirchen und kaufte sich aus dem Erlös seines Welthits ein großes Hotelanwesen in Höxter, Der Fröhliche Wanderer. Dort heiratete er 1957 Ilse, geb. Reinhold. 1962 wanderten beide nach Katalonien aus. Friedrich Wilhelm Möller baute sich dort ein Refugium zum Musizieren. In den angeschlossenen Tierstallungen widmeten sie sich der Tierzucht und der Pferdedressur. Berühmte, vor allem im spanischen Raum bekannte Pferde, nahmen von dort ihren Ursprung. Am 8. Oktober 1993 verstarb Friedrich Wilhelm Möller kurz vor Vollendung seines 82. Lebensjahres in Segur de Calafell.